# Испанское завоевание Чили
Испанское завоевание Чили — период в чилийской истории, который начинается с прибытия Педро де Вальдивии в Чили в 1541 году и заканчивается гибелью Мартина Гарсиа Оньеса де Лойолы в битве при Куралабе в 1598 году и уничтожением семи городов в регионе Араукания в 1600 году.
Это был период испанского завоевания территорий, создания городов, создания генерала-капитанства Чили и попыток дальнейшей колониальной экспансии на юг. Арауканская война продолжилась, но испанцы так и не смогли восстановить свой контроль в Араукании к югу от реки Био-Био.

## Педро де Вальдивия

### Экспедиция в Чили
В апреле 1539 года Франсиско Писарро утвердил Педро де Вальдивию своим заместителем на посту губернатора с приказами завоевать Чили. При этом деньги на организацию экспедиции он должен был найти самостоятельно. Вальдивия смог добыть деньги, договорившись с торговцем Франсиско Мартинесом Вегасо, капитаном Алонсо де Монроем и Педро Санчесом де ла Озом. Санчес был секретарем Писарро и вернулся из Испании с разрешения короля, чтобы исследовать территории к югу от Вице-королевства Перу до Магелланова пролива, также предоставив Вальдивии титул губернатора над землями, захваченными у коренных народов.
Вальдивия прибыл в долину Копьяпо и переименовал регион в Нуэва Эстремадура, в честь своей родины, испанской Эстремадуры. 12 февраля 1541 года он основал город Сантьяго-де-ла-Нуэва-Эстремадура на холме Уэлен (нынешний холм Санта-Лючия).

### Губернатор
Вальдивия отвергал посты и титулы, которые он получал, пока Писарро был жив, поскольку это можно было рассматривать как измену, и принял их только после смерти Франсиско Писарро. Он был назначен губернатором и генерал-капитаном Чили 11 июня 1541 года.

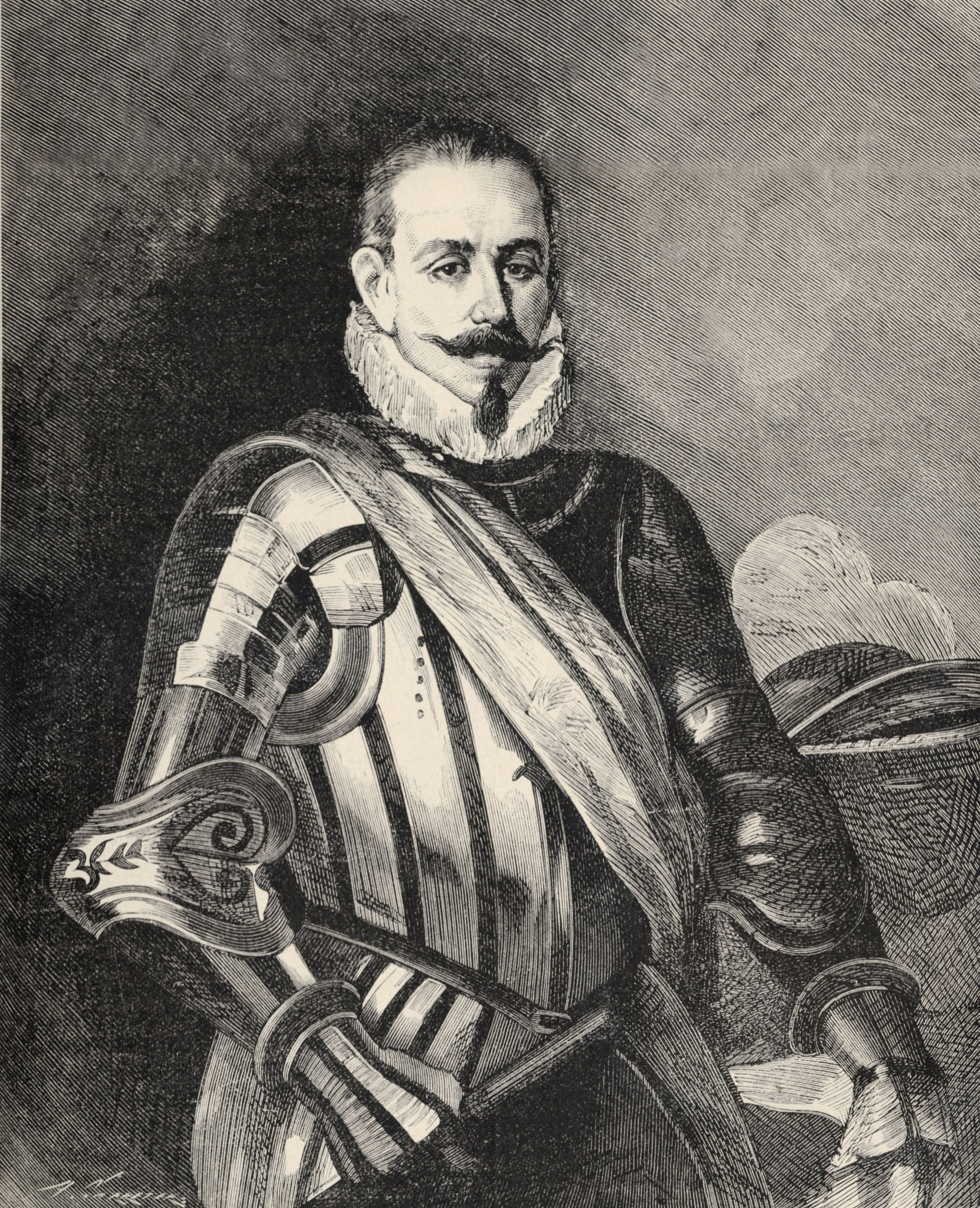
Педро де Вальдивия

Вальдивия организовал распространение энкомьенды в отношении коренных народов среди испанских иммигрантов в Сантьяго. Чилийский регион не был столь богат минералами, как Перу, поэтому коренные народы были вынуждены работать над строительными проектами и на золотых рудниках. Это вызвало противостояние с индейцами, в сентябре 1541 года состоялась первая атака индейцев на Мичималонко, поселение было сожжено.
В 1544 году Вальдивия разрешил Хуану Боону основать город Ла-Серена. Экспедиция Хуана Баутисты Пастене в том же году отважилась на исследование южного Чили. Прибытие испанцев на реку Био-Био начало Арауканскую войну с народом мапуче.
Испанцы выиграли несколько сражений, в частности, битву в Андалии и битва в Пенко в 1550 году. Победы позволили Валдивии основать города на землях Мапуче, такие как Консепсьон в 1550 году, Ла-Империал, Вальдивию и Вильяррику в 1552 году, и Лос-Конфинес в 1553 году.

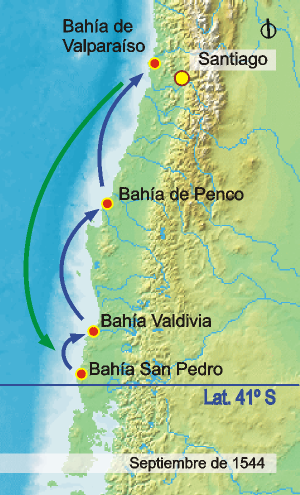
Экспедиция Х. Б. Пастене

Лаутаро возглавил восстание мапуче, в рамках которого Педро де Вальдивия был убит в битве при Тукапеле в 1553 году.

## Испанское завоевание (1541—1600)
Завоевание Чили осуществлялось не непосредственно испанской короной, а испанцами, которые создавали предприятия для этих целей и собирали финансовые ресурсы и солдат для экспедиций. В 1541 году экспедиция (предприятие) во главе с Педро де Вальдивия основала Сантьяго, начав завоевание Чили. Первые годы были суровыми для испанцев в основном из-за нищеты, мятежей и частых заговоров. Второе основание Ла-Серены в 1549 году (первоначально основанное в 1544 году поселение было уничтожено туземцами) сопровождалось созданием многочисленных новых городов на юге Чили, остановившимся только после смерти Вальдивии в 1553 году.
Испанская колонизация Америки характеризовалась учреждениями городов в центрах завоеванных территорий. С основанием каждого города часть конкистадоров оседали на дарованных землях и получали право эксплуатации коренного населения.
Города, основанные испанцами, несмотря на поражение в Арауканской войне: Сантьяго (1541), Ла-Серена (1544), Консепсьон (1551), Ла-Империал, Вальдивия, Вильяррика (1552), Лос-Конфинес (1553), Каньете (1557), Осорно (1558), Арауко (1566), Кастро (1567), Чильян (1580) и Санта-Крус-де-Оньес (1595).
Уничтожение семи городов в 1600 году, а также продолжавшаяся война с мапуче остановили испанскую экспансию на юг.

## Хронология
| Год  | Дата                                                              | Событие |
| ---- | ----------------------------------------------------------------- | --- |
| 1540 | декабрь                                                           | Педро де Вальдивия получил право на завоевание Чили от короля Испании.                                                        |
| 1541 | 12 февраля                                                        | Основание Сантьяго. |
| 1541 | 11 сентября                                                       | Мичималонко возглавил атаку индейцев пикунче на Сантьяго, город был сильно поврежден, но атака была отбита.                   |
| 1544 | 4 сентября                                                        | Основание Ла-Серены Хуаном Бооном.                                                                                            |
| 1549 | 11 января                                                         | Ла-Серена разрушена индейцами.                                                                                                |
| 1549 | 26 августа                                                        | Второе основание Ла-Серены.                                                                                                   |
| 1551 | 5 октября                                                         | Основание Консепсьона. |
| 1552 |                                                                   | Основание Сан-Фелипе-де-Рауко, Ла-Империаля и Вильяррики.                                                                     |
| 1552 | 9 февраля                                                         | Основание города Вальдивия.                                                                                                   |
| 1553 |                                                                   | Основание Лос-Конфинес. |
| 1553 | 25 декабря                                                        | Педро де Вальдивия погиб в битве при Тукапеле с индейцами мапуче.                                                             |
| 1554 | 23 февраля                                                        | После битвы при Мариуэнью Консепсьон разрушен индейцами.                                                                      |
| 1554 | 17 октября                                                        | Губернатором Чили назначен Херонимо де Альдерете.                                                                             |
| 1557 | 1 апреля                                                          | Франсиско де Вильягра разгромил силы мапуче и убил их лидера Лаутаро в битве при Матакито.                                    |
| 1557 | 23 апреля                                                         | Новый губернатор Чили Гарсия Уртадо де Мендоса прибыл в Ла-Серену.                                                            |
| 1557 | Июнь                                                              | Губернатор Уртадо прибыл в Консепсьон и заложил форт Пенко для защиты от нападений мапуче.                                    |
| 1557 | 10 октября                                                        | Уртадо разбил армию мапуче в битве при Мильярупе.                                                                             |
| 1557 | 7 ноября                                                          | Уртадо разбил войска лидера мапуче Кауполикана во второй битве при Мильярупе.                                                 |
| 1558 | 11 января                                                         | Уртадо основал город Каньете.                                                                                                 |
| 1558 | 5 февраля                                                         | Педро де Авенданьо пленил Кауполикана и казнил его в Каньете.                                                                 |
| 1558 | 27 марта                                                          | Основание Осорно. |
| 1558 | 13 декабря                                                        | Уртадо разбил мапуче в битве при Кьяпо и заново основал Сан-Фелипе-де-Араукан (Арауко).                                       |
| 1559 | 6 января                                                          | Второе основание Консепсьона.                                                                                                 |
| 1561 |                                                                   | Франсиско де Вильягра сменил Уртажо на посту губернатора.                                                                     |
| 1563 |                                                                   | Каньете заброшен поселенцами.                                                                                                 |
| 1563 | 22 июля                                                           | Умершего Вильягру сменил его кузен Педро де Вильягра. Арауко заброшен жителями.                                               |
| 1563 | 29 августа                                                        | Территории Сан-Мигель-де-Тукуман отделены от Чили и переведены в ведение испанской администрации в Чаркас (нынешняя Боливия). |
| 1564 | Февраль                                                           | Консепсьон безуспешно осажден индейцами мапуче.                                                                               |
| 1565 |                                                                   | В Консепсьоне основана Королевская аудиенция.                                                                                 |
| 1566 | Январь                                                            | Второе основание Арауко. |
| 1567 |                                                                   | С основанием города Кастро владения генерал-капитанства Чили распространены на архипелаг Чилоэ.                               |
| 1570 | 8 февраля                                                         | Землетрясение потрясло всю южную и центральную часть Чили.                                                                    |
| 1575 |                                                                   | Ликвидация Королевской аудиенции в Консепсьоне.                                                                               |
| 1575 | 16 декабря                                                        | Землетрясение потрясло южный Чили.                                                                                            |
| 1576 | Апрель                                                            | Город Вальдивия затоплен в результате прошедшего землетрясения.                                                               |
| 1578 | 5 декабря                                                         | Вальпараисо разграблен Фрэнсисом Дрейком, первым корсаром в чилийских водах.                                                  |
| 1580 | 26 июня                                                           | Основание Чильяна. |
| 1584 | 25 марта                                                          | Педро Сармьенто де Гамбоа основал город Рей-Дон-Фелипе у Магелланова пролива.                                                 |
| 1587 |                                                                   | Томас Кавендиш обнаружил Рей-Дон-Фелипе заброшенным.                                                                          |
| 1594 | Май                                                               | Основание форта Санта-Крус-де-Оньэс, ставшего в следующем году городом Санта-Крус-де-Койя.                                    |
| 1598 | 21 декабря                                                        | Губернатор Мартин Гарсия Оньэс де Лойола убит в битве при Куралабе.                                                           |
| 1599 |                                                                   | Разрушение Лос-Конфинеса, Санта-Крус-де-Койя и Вальдивии.                                                                     |
| 1599 | Введение налога «Real Situado» для финансирования войны с мапуче. | |
| 1600 |                                                                   | Разрушение Ла-Империаля. |
| 1602 |                                                                   | Разрушение Вильяррики. |
| 1602 | 13 марта                                                          | На развалинах Вальдивии основан форт.                                                                                         |
| 1603 | 7 февраля                                                         | Последние жители Вильяррики сдались индейцам мапуче.                                                                          |
| 1604 |                                                                   | Разрушение Арауко и Осорно.                                                                                                   |
| 1604 | 3 февраля                                                         | Форт Вальдивия заброшен. |